# Pomârla
Pomârla is een Roemeense gemeente in het district Botoșani.
Pomârla telt 2860 inwoners.